# Sundsätterstjärnen
Sundsätterstjärnen är en sjö i Hudiksvalls kommun i Hälsingland och ingår i Delångersån-Nianåns kustområde.